# Nunzio Cossu
Nunzio Cossu (Orotelli, 10 settembre 1915 – Roma, 22 dicembre 1971) è stato un poeta e scrittore italiano.

## Biografia
Poeta e scrittore sardo trapiantato a Roma, dove insegnò nelle scuole superiori e collaborò a diverse riviste letterarie, fu autore di raccolte di versi e di romanzi e di uno studio sul volgare in Sardegna. Già nel 1932 l'editore Angelo Signorelli pubblicò un suo lavoro giovanile Le prodigiose trasformazioni di Bucianino, romanzo per ragazzi poi adattato per la radio.
Dopo essere stato ufficiale durante la guerra, esordì nel 1947 con la raccolta di liriche E rivedrò l'alba? a cui ne seguiranno altre ottenendo ottime recensioni. Tra le altre sue opere sono notevoli il romanzo Caino pubblicato nel 1959 dall'editore Cappelli e il saggio Il volgare in Sardegna e studi filologici sui testi del 1968.
Morì a Roma a soli 55 anni nel 1971, a pochi mesi dal conferimento da parte del Presidente della Repubblica Giuseppe Saragat della medaglia d'argento per i benemeriti della cultura e dell'arte. Il comune di Orotelli gli ha intitolato la biblioteca comunale e un concorso per tesi di laurea.